# Cryptocentrus bulbiceps
Cryptocentrus bulbiceps és una espècie de peix de la família dels gòbids i de l'ordre dels cipriniformes que es troba al Pacífic occidental central.